# Lanzelot

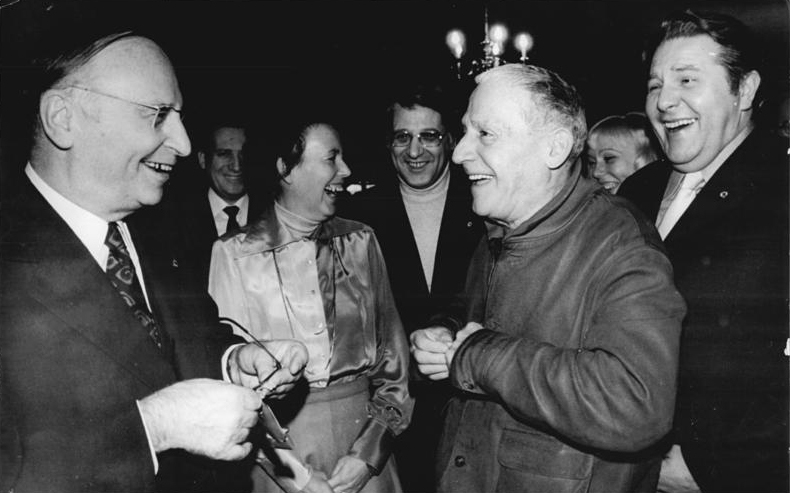
Paul Dessau (fjärde från vänster)

Lanzelot är en tysk opera i 15 scener med musik av Paul Dessau och libretto av Heiner Müller och Ginka Tsholakova efter motiv av H.C. Andersen och skådespelet Draken av Jevgenij Sjvarts (1944).

## Historia
Efter Bertolt Brechts död 1956 valde Dessau att samarbeta med dramatikern Heiner Müller. Dessaus förkärlek för storskaliga effekter blommade ut ordentligt i Lanzelot, med en stor ensemble, en enorm orkester, konkret musik och förinspelad musik på ljudband, samt en varierad bredd av musikstilar. De vokala partierna för Elsa och draken tänjer på sångarnas röstregister och tessitura. Operan hade premiär den 19 december 1969 på Staatsoper i Berlin.

## Personer
- Lanzelot (Baryton)
- Draken (Bas)
- Charlesmagne (Bas)
- Elsa, hans dotter (Sopran)
- Borgmästaren (Tenor)
- Heinrich, hans son (Tenor)
- Elsas tre väninnor (Sopraner, Alt)
- Tre arbetare (Tenor, Basar)
- Mästerkatten i stövlarna (Sopran)
- Åsnan (Tenor)
- Doktorn (Bas)
- Tolken, en konsthandlare (Tenor)
- Rådgivaren, en lakej (Tenor)
- Två poliser (Tenor, Bas)
- Tre borgare (Tenor, Basar)
- Herakles och Jolaos (Dansare)
- Det nemeiska lejonet, hydran vid Lerna och sjöodjuret (Dansare)
- En militärrådgivare (Talroll)

## Handling
Koleran härjar i en sagostad. Doktorn förkunnar att endast draken från den gyllene sjön kan rädda situationen. Draken svarar på bybornas rop på hjälp med att spruta eld över sjön så den kokar. Som betalning kräver han att jungfrun Elsa offras till honom. Lanzelot dyker upp och ämnar döda draken och frita Elsa. Till en början misstror byborna honom men han fullföljer sina uppdrag med hjälp av arbetare, barn och djur. Under tiden tar en korrupt borgmästare kontroll över staden och begär Elsas hand. Lanzelot, som har sårats av draken, återvänder helad och friger folket. En ny era är född.